# فرودگاه مالولو لایلای
فرودگاه مالولو لایلای (به انگلیسی: Malolo Lailai Airport) یک فرودگاه همگانی با کد یاتا PTF است . این فرودگاه در شهر مالولو لایلای کشور فیجی قرار دارد و در ارتفاع ۳ متری از سطح دریا واقع شده است.

## شرکت‌های هواپیمایی و مقصدهای پروازی
| شرکت‌های هواپیمایی | مقصدهای پروازی |
| ----------------- | -------------- |
| پسفیک آیلند ایر   | نادی           |